# Ricardo Alfonsín
Pour les articles homonymes, voir Alfonsín.
Ricardo Luis Alfonsín Barreneche, souvent appelé Ricardo Alfonsín, né le 2 novembre 1951 à Chascomús, est un avocat, instituteur, diplomate et homme politique argentin, membre de l'Union civique radicale (UCR). 
Fils de l'ex-président argentin Raúl Alfonsín, il devient député national de la province de Buenos Aires en 2009 et occupe cette fonction jusqu'en 2017. Lors des élections de 2011, il est candidat à la présidence argentine pour la coalition Union pour le développement social, qui comprend l'UCR.
Depuis août 2020, il exerce comme ambassadeur d'Argentine en Espagne. Il est également ambassadeur en Andorre depuis février 2021.

## Biographie

### Jeunesse et débuts professionnels
Ricardo Alfonsín naît à Chascomús le 2 novembre 1951, troisième des six fils de Raúl Alfonsín et María Lorenza Barreneche. Il reçoit une formation d'instituteur à l'École normale de Chascomús, et d'avocat à l'université de Buenos Aires.
Pendant la dictature militaire en Argentine (de 1976 à 1983), il est professeur d'éducation civique dans des établissements secondaires, mais aussi vendeur de forets pour perceuses industrielles.

### Carrière politique

#### Débuts en politique
Son entrée en politique est tardive ; en 1993, il obtient son premier poste dans un parti politique, en tant que membre du Congrès national de l'UCR.
En 1999, il est élu député de la chambre de la province de Buenos Aires, fonction qu'il occupe jusqu'au 2003. En 2001, il fait face à Federico Storani dans la course pour la présidence du comité de l'UCR dans la province de Buenos Aires, mais celui-ci remporte l'élection.
Après la fin de son mandat de député, Alfonsín revient à son métier d'avocat et il occupe le Secrétariat des relations internationales de l'Union civique radicale. En 2007, il se présente aux élections de gouverneur de Buenos Aires, en duo avec Luis Brandoni, son colistier, mais ne prend que la quatrième place avec 5,06 % des voix.

#### En tant que député national
Lors des élections législatives de 2009, il est désigné comme deuxième candidat à la fonction de député dans la province de Buenos Aires, dans la liste de l'Accord civique et social emmenée par Margarita Stolbizer. La liste obtient 21,48 % des votes et Alfonsín remporte un siège au Congrès,. Il prend ses fonctions le 10 décembre 2009. Il est choisi par ses collègues de banc puis par le reste de ses pairs comme premier vice-président de la Chambre des députés.
Le 6 juin 2010, se tient le congrès interne de la section  de l'Union civique radicale dans la province de Buenos Aires, afin d'élire ses dirigeants. Ricardo Alfonsín, secondé par Juan Manuel Casella, gagne avec sa liste 27, surpassant la liste 15 soutenue par le vice-président Julio Cobos, par Leopoldo Moreau et par Federico Storani. Miguel Bazze, de la liste 27 d'Alfonsín, est désigné président de la section du parti dans la province de Buenos Aires.
En août 2010, Alfonsín lance un nouveau courant interne de l'Union civique radicale, le Mouvement de rénovation nationale (ou MO.RÉ.NA). En octobre 2010, après une réunion avec Hermes Binner, il déclare partager 99,9 % des idées du parti socialiste.
Pour les élections législatives de 2013, il fait partie du Front progressiste, civique et social, et soutient la liste de députés nationaux emmenée par Margarita Stolbizer. 

#### Candidature aux élections présidentielles de 2011
Le 3 décembre 2010, il annonce sa candidature à la présidence de la Nation argentine pour le parti UCR, lors d'un événement organisé à Buenos Aires devant près de 30 000 personnes.

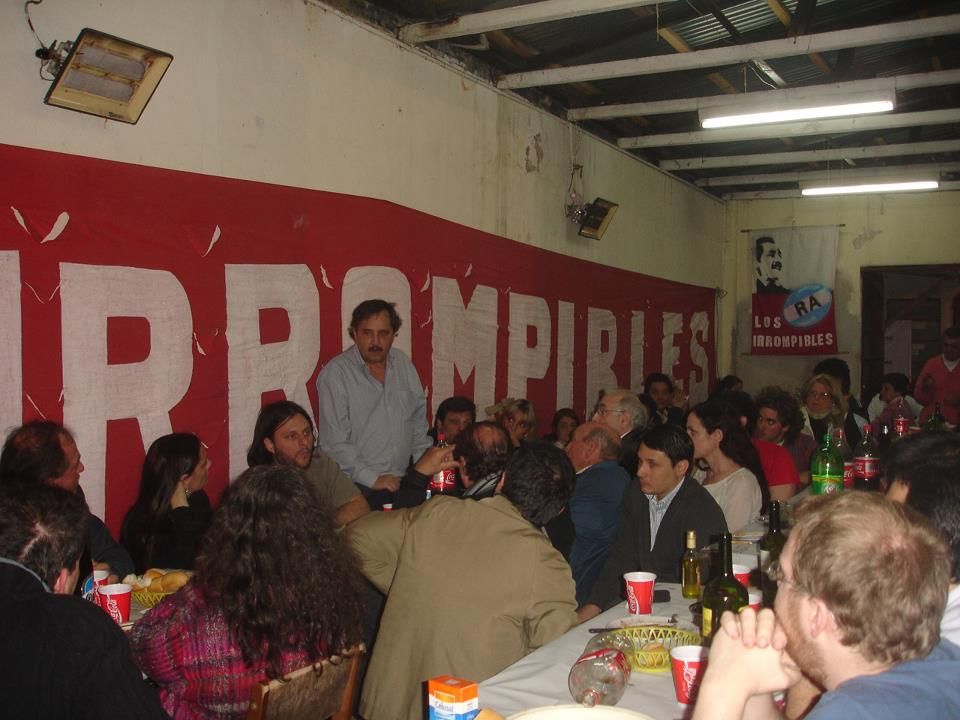
Alfonsín En campagne (2011)

En juin 2011, Ricardo Alfonsín annonce que son colistier (futur vice-président) pour les élections présidentielles d'octobre sera l'économiste social-libéral Javier González Fraga, et son candidat au poste de gouverneur de la province de Buenos Aires le dirigeant justicialiste Francisco De Narváez, qui avait remporté les élections législatives de 2009 face au kirchnérisme. Cette décision constitue un tournant dans la campagne électorale, puisqu'il avait originellement nié le fait que De Narváez fasse partie de son front politique. Une partie des radicaux critique cette alliance, connaissant l'origine de De Narváez, mais aussi les paroles d'Alfonsín selon lesquelles « le radicalisme est plus progressiste que le péronisme »,.
Le 14 août 2011, ils remportent les élections primaires, lors desquelles Alfonsín est l'unique candidat de son alliance, avec 11,65 % du total des suffrages, ce qui leur permet d'accéder aux élections présidentielles. Alfonsín termine en troisième position des élections présidentielles de 2011 avec 11,14 % des voix, derrière Hermes Binner, du Frente Amplio Progresista, et Cristina Fernández de Kirchner, du Front Pour la Victoire, qui remporte l'élection.

### Président de Comité Provincial UCR de Buenos Aires (2014-2016)
Le 8 septembre 2014, la liste de Ricardo Alfonsín remporte les élections internes pour la direction de la section de l'Union civique radicale de la province de Buenos Aires, face à la liste de Daniel Salvador, avec un score de 59,01 %. Salvador avait déjà occupé la présidence du Comité provincial de 2008 à 2010. Après la victoire, Alfonsín annonce maintenir l'accord avec le parti Proposition républicaine pour poursuivre l'alliance Frente Amplio UNEN,. En 2014, il nomme Héctor Luis Baldo comme vice-président, Ricardo Sánchez comme secrétaire général et Graciela Saint-Martin comme trésorière ; ils restent à leur poste jusqu'en 2016.
Lors du congrès du mouvement radical, le 14 mars 2015 à Gualeguaychú (province d'Entre Ríos), Sanz et Cobos exposent leurs idées : Cobos met en avant un front de partis de centre-gauche, tandis que Sanz propose que l'Union civique radicale dirige une large coalition d'opposition au kirchnérisme pour les élections présidentielles du 25 octobre, qui comprendrait la Coalition Civique dirigée par Elisa Carrió et le parti Proposition républicaine (PRO). La proposition de Cobos, soutenu par Morales[Qui ?] et Alfonsín obtient 114 voix ; celle de Sanz 186 voix. Après douze heures de discussion, au matin du 15 mars, la coalition électorale avec le PRO et la Coalition Civique est actée.
Le 21 novembre 2016, Alfonsín est remplacé à la tête du comité provincial du parti par Daniel Salvador, qui y avait été choisi l'an antérieur en même temps qu'au poste de vice-gouverneur de la province de Buenos Aires.

### Carrière d'ambassadeur
En février 2020, le président Alberto Fernández le nomme ambassadeur d'Argentine en Espagne,. La nomination est confirmée au Journal officiel en août 2020. Le nouveau ambassadeur accepte la charge afin, selon lui, de « défendre l'image d'ouverture et dialogue du président Fernández ». Ses partisans sont cependant surpris par cette désignation.
En février 2021, il est également nommé ambassadeur d'Argentine en Andorre.

## Vie privée
Il est marié avec Cecilia Plorutti, avec qui a cinq enfants : Lucía, Martín, Marcos, Ricardo et Amparo. Lucía naît en juin 1986 mais meurt un mois plus tard, et Amparo meurt dans un accident scolaire en septembre 2004, à l'âge de 15 ans, ce qui éloigne Ricardo Alfonsín de la vie politique pour un temps.
La mort de son père en 2009 augmente fortement sa notoriété, au point qu'il passe en quelques mois de relativement inconnu de la grande majorité de la population à une référence du radicalisme[réf. nécessaire].